# Victoria Brown (Wasserballspielerin)

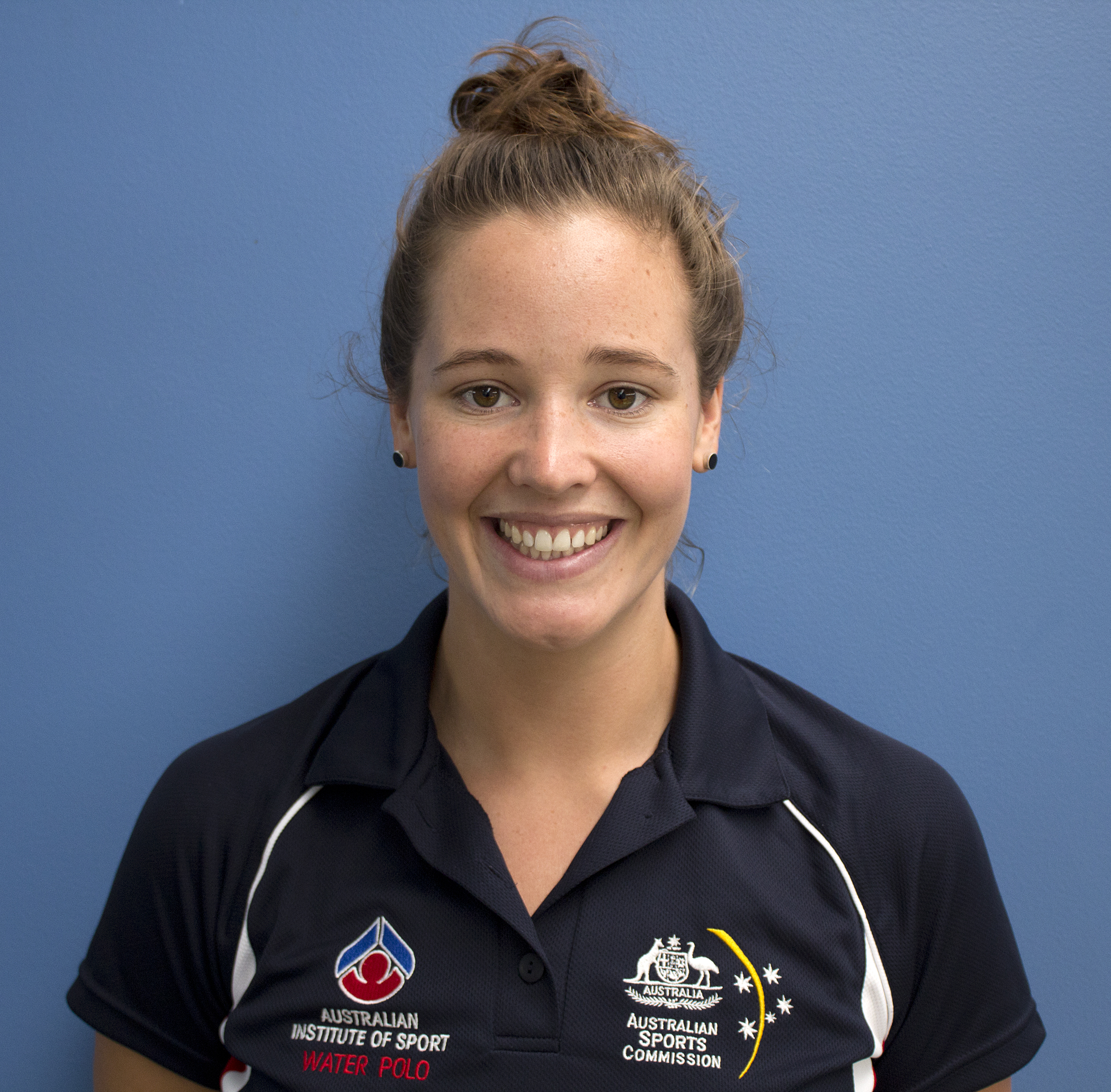
Victoria Brown (2012)

Victoria Jayne Brown (* 27. Juli 1985 in Melbourne) ist eine ehemalige australische Wasserballspielerin. Sie war Olympiadritte 2012.

## Sportliche Karriere
Die 1,83 m große Victoria Brown spielte bei den Victorian Tigers.
Anfang 2005 belegte Victoria Brown bei der Junioren-Weltmeisterschaft den dritten Platz. Im gleichen Jahr wurde sie mit der Nationalmannschaft Sechste bei der Weltmeisterschaft in Montreal. Hier war sie zweite Torhüterin neben Alicia McCormack. In den nächsten Jahren bildeten Emma Knox und Alicia McCormack das Torhüterinnenduo in der Nationalmannschaft.
Ab 2009 wechselten sich Alicia McCormack und Victoria Brown im Tor der Australierinnen ab. Die Australierinnen wurden Sechste bei der Weltmeisterschaft 2009. Zwei Jahre später erreichten die Australierinnen den fünften Platz bei der Weltmeisterschaft 2011. Beim olympischen Wasserballturnier 2012 in London gewannen die Australierinnen ihre Vorrundengruppe vor den Russinnen und den Italienerinnen. Im Viertelfinale besiegten sie die Chinesinnen im Penaltyschießen, nachdem das Spiel nach der Verlängerung 16:16 gestanden hatte. Nachdem die Australierinnen im Halbfinale nach Verlängerung 9:11 gegen das US-Team verloren hatten, mussten sie auch im Spiel um Bronze in die Nachspielzeit. Diesmal gewannen sie mit 13:11 gegen die Ungarinnen. Victoria Brown wurde in zwei Spielen eingesetzt.